# 북부주 (스리랑카)

북부 주

북부주(싱할라어: උතුරු පළාත, 타밀어: வட மாகாணம்)는 스리랑카 최북단에 위치한 주로 주도는 자프나이며 면적은 8,884km2, 인구는 1,311,776명(2007년 기준)이다. 5개 구(자프나 구, 킬리노치치 구, 만나르 구, 물라이티부 구, 바부니야 구)를 관할한다.
북부 주는 1988년부터 2006년까지 동부 주와 함께 북동부 주를 구성했지만 2007년 다시 북부 주로 분리되었다. 다른 지역에 비해 타밀족 인구가 많으며 그로 인해 스리랑카 내전의 발단이 된 곳이기도 하다.

## 같이 보기
- 스리랑카의 주
- 스리랑카의 구